# Окно в мир
Окно в мир (кит. 世界之窗 (или 小人 国), пиньинь Shìjiè zhī Chuāng) — тематический парк, расположенный в западной части города Шэньчжэнь в Китайской Народной Республике. Он насчитывает около 130 репродукций некоторых из самых известных туристических достопримечательностей мира, помещеных на 48 гектарах (480 тысяч квадратных метров). 108 метровая (354 футов) Эйфелева башня доминирует над горизонтом, Пирамиды и Тадж-Махал — все в непосредственной близости друг от друга и является частью этого тематического парка.
Есть также большой выбор международных ресторанов, мини-выставок известных деятелей мировой истории. Окно в мир позволяет попробовать мексиканскую кухню, увидеть Ниагарский водопад, или побродить по Ангкор-Ват. Просмотр достопримечательностей занимает по крайней мере половину дня, каждый день заканчивается фейерверком и лазерным шоу.

Небоскрёбы Нижнего Манхэттена, Нью-Йорк (включая разрушенный 11 сентября 2001 года Всемирный торговый центр)